# Liste der Bodendenkmale in Turnow-Preilack
In der Liste der Bodendenkmale in Turnow-Preilack sind alle Bodendenkmale der brandenburgischen Gemeinde Turnow-Preilack und ihrer Ortsteile aufgelistet. Grundlage ist die Veröffentlichung der Landesdenkmalliste mit dem Stand vom 31. Dezember 2020.
Die Baudenkmale sind in der Liste der Baudenkmale in Turnow-Preilack aufgeführt.
|   | Gemarkung               | Flur  | Kurzansprache                                    | Bodendenkmalnummer | Bemerkung | Bild |
| - | ----------------------- | ----- | ------------------------------------------------ | ------------------ | --------- | ---- |
| 1 | Preilack (Lage)         | 3     | Dorfkern deutsches Mittelalter, Dorfkern Neuzeit | 120588             |           |      |
| 2 | Preilack (Lage)         | 4     | Siedlung Bronzezeit                              | 120610             |           |      |
| 3 | Preilack (Lage)         | 3     | Siedlung Urgeschichte                            | 120611             |           |      |
| 4 | Preilack, Turnow (Lage) | 2, 2  | Gräberfeld römische Kaiserzeit                   | 120060             |           |      |
| 5 | Turnow (Lage)           | 2, 3  | Gräberfeld Bronzezeit                            | 120287             |           |      |
| 6 | Turnow (Lage)           | 3, 10 | Dorfkern Neuzeit, Siedlung Bronzezeit            | 120396             |           |      |